# Piraí do Norte
Piraí do Norte är en kommun i Brasilien.   Den ligger i delstaten Bahia, i den östra delen av landet, 900 km öster om huvudstaden Brasília. Antalet invånare är 9 835.
Omgivningarna runt Piraí do Norte är en mosaik av jordbruksmark och naturlig växtlighet. Runt Piraí do Norte är det ganska glesbefolkat, med 38 invånare per kvadratkilometer.